# Liste der Äbte des Klosters Sankt Georgen im Schwarzwald
Die Liste der Äbte des Klosters Sankt Georgen im Schwarzwald zählt alle Äbte des Klosters Sankt Georgen im Schwarzwald auf.
- 1086–1087: Heinrich I.
- 1087: Konrad
- 1088–1118: Theoger
- 1118–1134: Werner I. von Zimmern
- 1135–1138: Friedrich
- 1138–1145: Johann von Falkenstein (Gegenabt)
- 1141–1154: Friedrich (2. Mal)
- 1154–1168: Guntram (= Sintram)
- 1168–1170: Werner II.
- 1170–1188: Manegold von Berg
- 1188–1190: Albert
- 1190: Manegold von Berg (zurückberufen, im selben Jahr wieder abberufen)
- 1191–1209: Dietrich
- 1209–1220: Burchard
- 1220–1259: Heinrich II.
- 1259–1280: Dietmar
- 1280–1284: Berthold
- 1284–1286: Walter
- 1286–1289: Burkhard
- 1289–1307: Berthold II.
- 1307–1334: Ulrich I. der Deck
- 1334–1347: Heinrich III. Boso von Stein
- 1347–1368: Ulrich II. von Trochtelfingen 
  - 1359–1364: Johann II. aus Sulz (von Bischof Heinrich von Konstanz aus der Reichenau entsandt)
- 1368–1382: Eberhard I. Kanzler aus Rottweil
- 1382–1391: Heinrich IV. Gruwel
- 1391–1427: Johann III. Kern
- 1427–1433: Silvester Billing aus Rottweil
- 1434–1447: Heinrich V. Ungericht aus Sulz
- 1457–1467: Johann IV. Swigger aus Sulz
- 1467–1474: Heinrich V. Marschalk
- 1474–1505: Georg von Asch
- 1505–1517: Eberhard II. Pletz von Rotenstein
- 1517–1530: Nikolaus Schwander
- 1530–1566: Johann V. Kern aus Ingoldingen
- 1566–1585: Nikodemus Luitpold
- 1567: Severus Bersinus (evangelisch)
- 1585–1599: Heinrich Rentz (evangelisch)
- 1585–1595: Blasius Schönlein
- 1595–1606: Georg Michael Gaisser
- 1600–1614: Johann Weckmann (evangelisch)
- 1614–1616: Michel Österlin (evangelisch)
- 1616: Christoph Brunn (evangelisch, kaum ein Jahr)
- 1618–1624: Georg Hengherr (evangelisch)
- 1624–1630: Ulrich Pauli (evangelisch)
- 1606–1615: Martin Stark
- 1615–1627: Melchior Haug
- 1627–1655: Georg Gaißer II.
- 1678–1683: Samuel Gerlach
- 1686–1704: Andreas Carolus

Im Kloster St. Georgen zu Villingen (1648–1806):

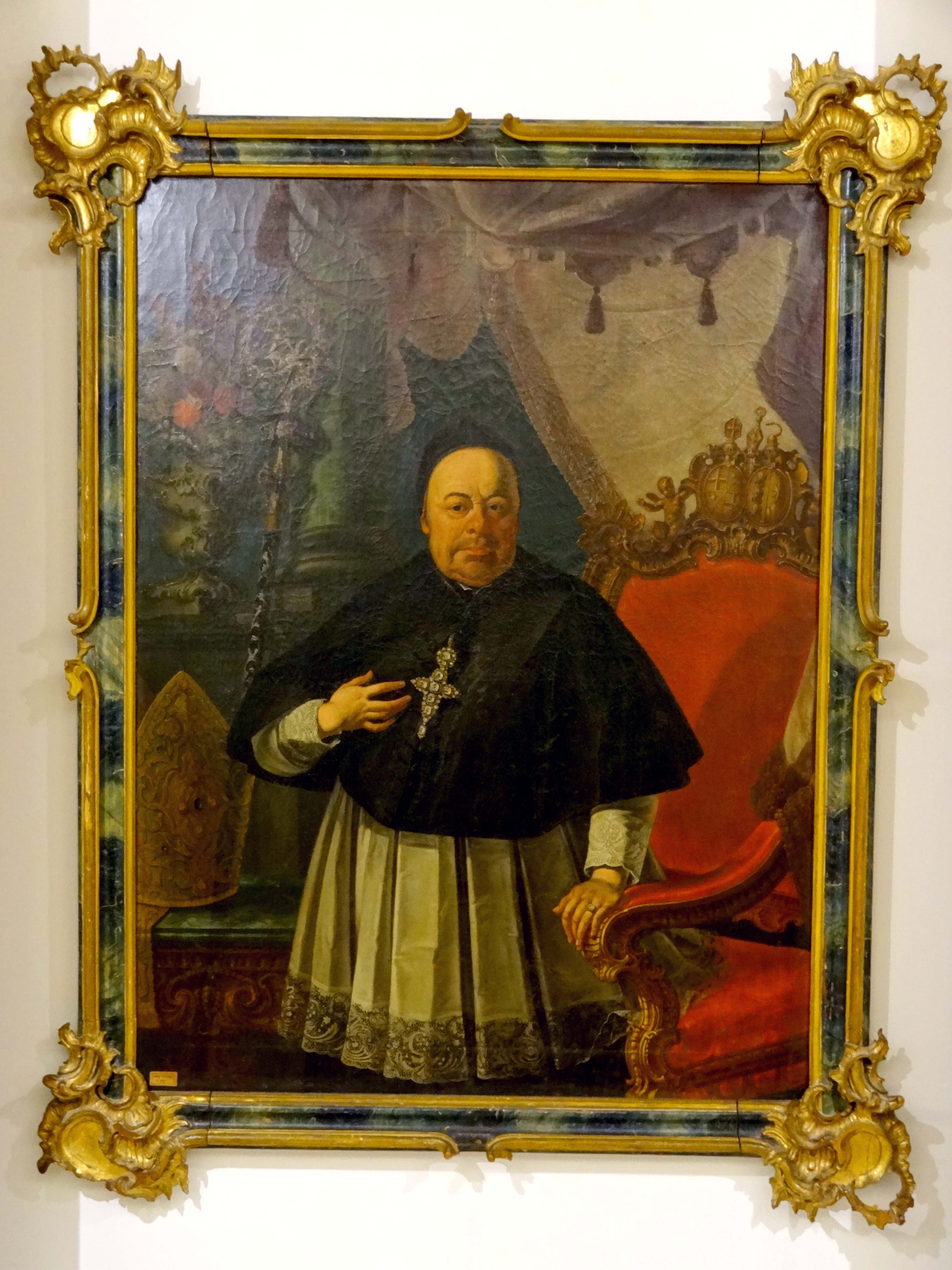
Abt Hieronymus Schuh um 1750

- 1655–1661: Michael Kederer
- 1661–1685: Johannes Franz Scherer
- 1685–1690: Georg Gaißer III.
- 1690–1733: Michael Glückherr III.
- 1733–1757: Hieronymus Schuh
- 1757–1778: Cölestin Wahl
- 1778–1810: Anselm Schababerle

Ultima Abbas